# Hrabstwo Ochiltree

Piramida wieku hrabstwa

Hrabstwo Ochiltree – hrabstwo w północnym Teksasie w USA, przy granicy ze stanem Oklahoma. Utworzone w 1876 r. Według danych z 2023 liczy 9704 mieszkańców (w tym 57,8% stanowili Latynosi). Siedzibą hrabstwa jest miasteczko Perryton. Inne miejscowości, to: Booker (częściowo), Waka i Farnsworth. 
Obszar został nazwany na cześć Williama Becka Ochiltree, sędziego Republiki Teksasu, sekretarza skarbu i oficera armii Konfederacji.

## Gospodarka
Hrabstwo Ochiltree posiada zróżnicowaną gospodarkę skupioną wokół rolnictwa, wydobycia ropy naftowej i gazu. Bogate gleby gliniaste zapewniają obfitość rodzimych traw, a także pszenicę, sorgo, kukurydzę, bawełnę i lucernę. Nawodnienie jest stosowane wobec 30% ziem uprawnych hrabstwa. Hodowla jest zdominowana przez bydło, trzodę chlewną, oraz w mniejszym stopniu konie i kozy.
Jest jednym z bogatszych hrabstw regionu Panhandle. Średni dochód gospodarstwa domowego (dane z 2023) wynosi 64 988 dolarów, zaś dochód na mieszkańca 33 106 dolarów. 11,1% mieszkańców żyje poniżej relatywnej granicy ubóstwa.

## Sąsiednie hrabstwa
- Hrabstwo Texas, Oklahoma (północ)
- Hrabstwo Beaver, Oklahoma (północny wschód)
- Hrabstwo Lipscomb (wschód)
- Hrabstwo Roberts (południe)
- Hrabstwo Hansford (zachód)
- Hrabstwo Hemphill (południowy wschód)